# Easington (East Riding of Yorkshire)
Easington – wieś w północno-wschodniej Anglii, w hrabstwie East Riding of Yorkshire. Leży na półwyspie Holderness, na wybrzeżu Morza Północnego. 32 km na wschód od miasta Hull i 239 km na północ od Londynu. W 2001 miejscowość liczyła 698 mieszkańców.
Znajduje się tu terminal gazowy, przetwarzający gaz ziemny wydobywany na Morzu Północnym.